# Gar (Somalia)
Der Berg Gar ist ein Gipfel in der Region (gobolka) Togdheer in Somalia. Er ist 1691 m hoch. Er befindet sich im Somali-Hochland in Nord-Somalia.

## Geographie
Zusammen mit dem Zweitgipfel Gedeis erhebt er sich im Gebiet von Hundhorgaal, südlich der Grenze zur Region Woqooyi Galbeed.
Im Umkreis liegen die Ortschaften Wagar und Gugux (Katah Khak, N), Gedeys (NO), Ximan (SO),  Dameer (W) und Sugsade in der Ebene von Sugsade. 